# Naoki Yamamoto (mangaka)
Pour les articles homonymes, voir Naoki Yamamoto et Yamamoto.
Naoki Yamamoto (山本 直樹, Yamamoto Naoki) est un mangaka né le 1er février 1960 à Fukushima dans la sous-préfecture d'Oshima sur l'île de Hokkaidō au Japon.

## Biographie
Naoki Yamamoto est né le 1er février 1960  à Fukushima dans la sous-préfecture d'Oshima sur l'île de Hokkaidō au Japon.
Il utilise différents pseudonymes : Tō Moriyama (森山 塔, Moriyama Tō) et Mori Tōyama (塔山 森, Tōyama Mori).

Asate Dance a pu être publié en France par les éditions Tonkam bien que ce soit une œuvre plus confidentielles.

## Œuvre

### Japon
- 1984 :
  - Hora Konna ni Ataku Natteru, pré publié dans le magazine Pink House.
- 1985 :
  - Makase Nasai! (まかせなさいっ！?), pré publié dans le magazine Just Comic ; 1 volume chez Kobunsha[BU 1].
- 1986 :
  - Happa 64 (はっぱ64?), pré publié dans le magazine Big Comic Spirits ; 3 volumes chez Shogakukan, Yudachisha (1994) puis en 2 volumes chez Ohta Shuppan (1998)[BU 2].
- 1987 :
  - Kiwamete Kamoshida (極めてかもしだ?) ; 6 volumes chez Shogakukan puis en 3 volumes chez Ohta Shuppan[BU 2].
  - Shin Sakuranbo Club (新・さくらんぼ倶楽部?) ; 1 volume chez Million Shuppan[BU 3].
  - Ato wa Neru Dake (あとは寝るだけ?) ; 1 volume chez France Shoin[BU 4].
- 1988 :
  - Zutto Asa made... (ずっと朝まで…?) ; 1 volume chez France Shoin[BU 5].
  - Gomen ne B-Boy (ごめんねBボーイ, Gomen ne B bōi?), pré publié dans le magazine Comic Burger ; 1 volume chez Scholar[BU 6].
  - Nanka Hen na Ki... (なんかヘンな気…?) ; 1 volume chez France Shoin[BU 7].
  - Jitto Shitete ne (なんかヘンな気…?) ; 1 volume chez France Shoin[BU 8].
  - Yoru no Otanoshimi Bukuro (夜のおたのしみ袋?) ; 1 volume chez France Shoin[BU 9].
- 1989 :
  - Mayonaka no Crawl (真夜中のクロール?) ; 1 volume chez France Shoin[BU 10].
  - Asatte Dance (あさってDance?), pré publié dans le magazine Big Comic Spirits ; 7 volumes chez Shogakukan, puis 4 Bunko chez Ohta Books[BU 11].
- 1990 :
  - Toraware Penguin (とらわれペンギン?) ; chez Akita Shoten[BU 12].
  - Blue ; 1 volume chez Kobunsha, republié chez Yudachisha, Futabasha et Ohta Shuppan[BU 12].
- 1992 :
  - Young & Fine, pré publié dans le magazine Manga Action ; 1 volume chez Futabasha[BU 13].
  - Flakes (フレイクス, Fureikusu?) ; 1 volume chez Cybele Shuppan[BU 14].
  - Sho Nuff I Do, pré publié dans le magazine Manga Action ; 1 volume chez Futabasha[BU 15].
  - Bokura wa Minna Ikiteiru (僕らはみんな生きている?), pré publié dans le magazine Big Comic Spirits ; 4 volumes chez Shogakukan, édition spécial en 2 volumes[BU 16].
  - Yume de Aimashou (夢で逢いましょう?), pré publié dans le magazine Comic Be! ; 1 volume chez Kobunsha, puis chez Ohta Shuppan[BU 17].
- 1993 :
  - Ohimesama to Iroiro (お姫さまといろいろ?) ; 1 volume chez France Shoin[BU 18].
  - Yoi ko no seikyōiku (よい子の性教育?) ; 1 volume chez Shobunkan[BU 19].
  - Rough & Ready (ラフ&レディ, Rafu & redi?) ; 1 volume chez Tsukasa Shobou[BU 20].
  - Junko-san No Shouzou (準子さんの肖像?) ; 1 volume chez Kobunsha[BU 21].
  - Kimi to Itsumademo (君といつまでも?), pré publié dans le magazine Comic Be! ; 1 volume chez Kobunsha, puis chez Ohta Shuppan[BU 22].
  - Kamoshida-kun Fight![3]
- 1994 :
  - Arigatō (ありがとう?), pré publié dans le magazine Big Comic Spirits ; 4 volumes chez Shogakukan, 2 Wideban en 1998[BU 23].
  - Koke Tissue (こけティッシュ?) ; 1 volume chez Mediax[BU 24].
  - Kimi to itsu made mo (君といつまでも?)[4]
  - Koke Dish
  - Soshite ī kibun (そしてイイ気分?) ; 1 volume chez Akaneshinsha[BU 25].
  - Summer Memories (夏の思い出, Natsu no Omoide?) ; 1 volume chez Ohta Shuppan[BU 26].
- 1996 :
  - Fragments (フラグメンツ, Furagumentsu?), pré publié dans le magazine Big Comic Spirits ; 4 volumes chez Shogakukan[BU 27].
- 1998 :
  - Sasotte Ageru (誘ってあげる?) ; 1 volume chez France Shoin[BU 28].
  - Konna Musume to Ii na (こんな娘といいな?) ; 1 volume chez France Shoin[BU 29].
  - Mamotte Agetai: I’ll Keep You Against the World (守ってあげたい I’ll keep you against the world?) ; 1 volume chez Ohta Shuppan[BU 30].
- 1999 :
  - Believers (ビリーバーズ?), pré publié dans le magazine Big Comic Spirits ; 2 volumes chez Shogakukan[BU 31].
- 2000 :
  - Anju no Chi (安住の地?), pré publié dans le magazine Ikki ; 2 volumes chez Shogakukan[BU 32].
  - Watching Fuckin' TV All Time Makes a Fool (テレビばかり見てると馬鹿になる, Terebi Bakari Miteru to Baka ni Naru?) ; 1 volume chez Ohta Shuppan[BU 33].
- 2001 :
  - Ouchi Nikku Tsuku Made ga Ensoku desu (お家につくまでが遠足です?) ; 1 volume chez Ohta Shuppan[BU 34].
- 2002 :
  - Servant (?) ; 1 volume chez France Shoin[BU 35].
  - Orange (?) ; 1 volume chez France Shoin[BU 36].
  - Turn Off the TV (テレビを消しなさい, Terebi o keshi nasai?) ; 1 volume chez France Shoin[BU 37].
- 2003 :
  - Mushroom (?) ; 1 volume chez France Shoin[BU 38].
  - Climber (クライマー, Kuraimā?) ; 1 volume chez France Shoin[BU 39].
  - Pegimin H (?) ; 1 volume chez Tatsumi Shuppan[BU 40].
  - Radio no Hotoke (ラジオの仏?) ; 1 volume chez Heibonsha[BU 41].
  - Hotta (堀田?), pré publié dans le magazine Manga Erotics F ; 4 volume chez Ohta Shuppan[BU 42].
- 2005 :
  - Hakai (破戒?) (scénario de Suzuki Matsuo), pré publié dans le magazine Ikki ; 2 volumes chez Shogakukan[BU 43].
- 2006 :
  - Gakkou (学校?) ; 1 volume chez Bungeishunjū puis Ohta Shuppan[BU 44].
  - Yoru no Ryouiki (夜の領域?) ; 1 volume chez Chikuma Shuuhansha[BU 45].
- 2007 :
  - Red (レッド?), pré publié dans le magazine Evening ; 8 volumes chez Kodansha[BU 46].
- 2008 :
  - I'll call you tomorrow (明日また電話するよ, Ashita mata denwa suru yo?) ; 1 volume chez East Press[BU 47].
- 2009 :
  - Yuugata no Otomodachi (夕方のおともだち?) ; 1 volume chez East Press[BU 48].
- 2010 :
  - Sekai Saigo no Hibi (世界最後の日々?) ; 1 volume chez East Press[BU 49].
- 2013 :
  - Bunkou no Hito-tachi (分校の人たち?), pré publié dans le magazine Manga Erotics F et Pocopoco ; 3 volumes chez Ohta Shuppan[BU 50].
- 2014 :
  - Red: Saigo no 60-nichi Soshite Asama Sansou e (レッド 最後の60日 そしてあさま山荘へ, Reddo saigo no 60-nichi soshite asamasansō e?), pré publié dans le magazine Evening ; 4 volumes chez Kodansha[BU 51].
- 2016 :
  - The Broken Commandment (破戒　ユリ・ゲラーさん、あなたの顔はいいかげん忘れてしまいました, Hakai yuri gerā-san, anata no kao wa īkagen wasurete shimaimashita?), pré publié dans le magazine Comic Cue ; 1 volume chez East Press[BU 52].
- 2017 :
  - Red: The Final Chapter, Ten Days at Asama Mountain Lodge (レッド 最終章 あさま山荘の10日間, Saishūshō Asama Sansō no?), pré publié dans le magazine Evening ; 4 volumes chez Kodansha[BU 53].
- 2018 :
  - Inaka (田舎?), pré publié dans le magazine Ohta Web Comic ; en cours chez Ohta Shuppan[BU 54].

### France
- 1999 : Asatte Dance, Naoki Yamamoto, Éditions Tonkam

### Baka-Update
1. ↑  « Makase Nasai! »
2. 1 2  « Happa 64 »
3. ↑  « Shin Sakuranbo Club »
4. ↑  « Ato wa Neru Dake »
5. ↑  « Zutto Asa made... »
6. ↑  « Gomen ne B Boy »
7. ↑  « Nanka Hen na Ki... »
8. ↑  « Jitto Shitete ne »
9. ↑  « Yoru no Otanoshimi-Bukuro »
10. ↑  « Mayonaka no Crawl »
11. ↑  « Asatte Dance »
12. 1 2  « Toraware Penguin »
13. ↑  « Young & Fine »
14. ↑  « Flakes »
15. ↑  « Sho Nuff I Do »
16. ↑  « Bokura wa Minna Ikiteiru »
17. ↑  « Yume de Aimashou »
18. ↑  « Ohimesama to Iroiro »
19. ↑  « Yoiko no Seikyouiku »
20. ↑  « Rough & Ready »
21. ↑  « Junko-san No Shouzou »
22. ↑  « Kimi to Itsumademo »
23. ↑  « Arigatou »
24. ↑  « Koke Tissue »
25. ↑  « Soshite Ii Kibun »
26. ↑  « Natsu no Omoide »
27. ↑  « Fragments »
28. ↑  « Sasotte Ageru »
29. ↑  « Konna Musume to Ii na »
30. ↑  « Mamotte Agetai: I’ll Keep You Against the World »
31. ↑  « Believers »
32. ↑  « Anjuu no Chi »
33. ↑  « Terebi Bakari Miteru to Baka ni Naru »
34. ↑  « Ouchi Nikku Tsuku Made ga Ensoku desu »
35. ↑  « Servant »
36. ↑  « Orange »
37. ↑  « Terebi o Keshinasai »
38. ↑  « Mushroom »
39. ↑  « Climber »
40. ↑  « Pegimin H »
41. ↑  « Radio no Hotoke »
42. ↑  « Hotta »
43. ↑  « Hakai »
44. ↑  « Gakkou »
45. ↑  « Yoru no Ryouiki »
46. ↑  « Red »
47. ↑  « Asu Mata Denwasuru yo »
48. ↑  « Yuugata no Otomodachi »
49. ↑  « Sekai Saigo no Hibi »
50. ↑  « Bunkou no Hito-tachi »
51. ↑  « Red - Saigo no 60-nichi Soshite Asama Sansou e »
52. ↑  « The Broken Commandment »
53. ↑  « Red: Saishuushou ~Asama Sansou no 10-nichikan~ »
54. ↑  « Inaka »